# World Monuments Watch List 2018
World Monuments Watch List 2018 är 2018 års utgåva av den lista över hotade kulturminnen från hela världen, som utges vartannat år av World Monuments Fund.
| Objekt                                                                       | Bild | Plats                                | Koordinater                                               |
| ---------------------------------------------------------------------------- | ---- | ------------------------------------ | --------------------------------------------------------- |
| Katastrofdrabbade orter i Karibien, området vid Mexikanska bukten och Mexiko |      |                                      |                                                           |
| Government House, Antigua och Barbuda                                        |      | St. John's, Antigua och Barbuda      | 17°07′22″N 61°50′26″V / 17.122879°N 61.840572°V           |
| Sirius Building                                                              |      | Millers Point, Sydney, Australien    | 33°51′28″S 151°12′28″Ö / 33.8577°S 151.2079°Ö             |
| Järnvägen Talca-Constitución                                                 |      | Talca – Constitución, Chile          | 35°26′0″S 71°40′0″V / 35.43333°S 71.66667°V               |
| Stora Teatern, Prince Kung's Mansion                                         |      | Beijing, Kina                        | 39°56′11.52″N 116°22′45.53″Ö / 39.9365333°N 116.3793139°Ö |
| Eliyahu Hanavi-synagogan                                                     |      | Alexandria, Egypten                  | 31°11′56″N 29°54′01″Ö / 31.19889°N 29.90028°Ö             |
| Takiyyat Ibrahim al-Gulshani                                                 |      | Kairo, Egypten                       |                                                           |
| Potager du Roi ("Kungens köksträdgård")                                      |      | Versailles, Frankrike                | 48°47′55″N 2°7′16″Ö / 48.79861°N 2.12111°Ö                |
| Byggnader i New Delhi, uppförda efter Indiens självständighet                |      | New Delhi, Indien                    |                                                           |
| Minareten vid Stora moskén al-Nuri                                           |      | Mosul, Irak                          | 36°20′35″N 43°7′36″Ö / 36.34306°N 43.12667°Ö              |
| Lifta                                                                        |      | Jerusalem, Israel/Palestina          | 31°47′43″N 35°11′47″Ö / 31.79528°N 35.19639°Ö             |
| Amatrice                                                                     |      | Amatrice, Italien                    | 42°37′37″N 13°17′41″Ö / 42.62694°N 13.29472°Ö             |
| Kagawa prefekturs gymnasium                                                  |      | Takamatsu, Kagawa prefektur, Japan   | 34°30′42.6″N 134°3′49.4″Ö / 34.511833°N 134.063722°Ö      |
| Judiska stadsdelen i Essaouira                                               |      | Essaouira, Marocko                   | 31°30′47″N 9°46′11″V / 31.51306°N 9.76972°V               |
| Kulturlandskap i Sukur                                                       |      | Madagali, Nigeria                    | 10°44′26″N 13°34′19″Ö / 10.74056°N 13.57194°Ö             |
| Gamla Karachi                                                                |      | Karachi, Pakistan                    |                                                           |
| Cerro de Oro                                                                 |      | Cañetedalen, Peru                    | 13°04′32″N 76°23′07″V / 13.07556°N 76.38528°V             |
| Tebaida Leonesa                                                              |      | El Bierzo, León, Spanien             | 42°40′N 6°45′V / 42.667°N 6.750°V                         |
| Al-Madina Souq i Aleppo                                                      |      | Aleppo, Syrien                       | 36°12′N 37°09′Ö / 36.200°N 37.150°Ö                       |
| Floden Chao Phraya                                                           |      | Bangkok, Thailand                    | 13°32′25″N 100°35′23″Ö / 13.54028°N 100.58972°Ö           |
| Blackpools pirar                                                             |      | Blackpool, Storbritannien            | 53°49′08″N 3°03′33″V / 53.8190°N 3.0593°V                 |
| Buffalos järnvägsstation                                                     |      | Buffalo, New York, USA               | 42°53′23″N 78°49′49″V / 42.88972°N 78.83028°V             |
| Platser i Alabama med samband med Civil Rights-rörelsen                      |      | Alabama, USA                         |                                                           |
| Gamla staden i Taiz                                                          |      | Taiz, Jemen                          | 13°34′44″N 44°01′19″Ö / 13.57889°N 44.02194°Ö             |
| Nationalparken Matobo                                                        |      | Matobo, Södra Matabeleland, Zimbabwe | 20°33′00″N 28°30′29″Ö / 20.55000°N 28.50806°Ö             |